# Ashen Light
Cet article concerne le groupe de musique russe. Pour le phénomène astronomique désigné en anglais par ashen light, voir lumière cendrée de Vénus.
Ashen Light est un groupe de folk et black metal russe, originaire de Moscou. Les paroles d'Ashen Light porte surtout sur le paganisme, les anciennes légendes et le satanisme.

## Biographie
Ashen Light est formé le 8 février 1997 à Moscou, par Maria (guitare rythmique, chant), Alex (solo / guitare rythmique, chant), Vsegard (basse, chant), et Niyan (clavier). En avril 1999, le groupe enregistre son premier album, intitulé Pesn' Velesa, publié en 2001. La même année, le groupe se compose d'Alex (lead, rythme et guitare acoustique), Gmur (rythme et guitare acoustique), Niyan (clavier), SMURD (batterie et percussions) et Vsegard (chant, basse). 
À l'été 2000, Gmur, Vsegard, Niyan SMURD sont contraints de quitter le groupe. Un nouveau membre, Sergey, endosse le rôle de chanteur et le groupe commence les enregistrements de leur album Stary Byliny / Slavenskie Vecera en 2001. En 2002, le groupe commence les enregistrements de l'album Pesni Mertvych - Zov T'my. Il est suivi en 2003 par Compassion to the Outcast, Hell to the Convicted et en 2005 par l'album Prichaschenie Ognem.
En 2006, le groupe ne se compose seulement que d'Alex (tous les instruments) et de Dmitriy « Belf » Safronov au chant.  cette période, le duo enregistre et publie l'album God is Dead: Death is God. C'est également à cette période qu'ils invitent le batteur Andrey Ischenko (Hieronymus Bosch, etc.). Dans la même année, leur tout premier DVD est publié. En 2007, ils publient un nouvel album, Philosophy of Self-Destruction, suivi en 2008 par Real'naya Zhizn' - Zhizn' Zdes' I.
Le 2 août 2011, Ashen Light annonce une reprise du groupe Black Obelisk pour l'album A Tribute to Black Obelisk. En janvier 2012, Arcane Grail publie une reprise d'Ashen Light.

## Membres

### Membres actuels
- Dmitriy « Belf » Safronov - chant, basse[5]
- Alex - guitare, basse, batterie, clavier[5]
- Andrey Ischenko - batterie (depuis 2006)[5]

### Anciens membres
- Blazheniy Amariy - batterie (2003)[5]
- Smurd - batterie (1997-2000)[5]
- Niyan - clavier (1997-2000)[5]
- Katerina - clavier (2002-2005)[5]
- Lexx - basse (2002-2005)[5]
- Mary « Priestess » - guitare[5]
- Kiv : guitare (membre live ; 2010)[5]
- Lord Demogorgon - chant (2004-2005)[5]
- Valgrim - chant (2004)[5]
- Vsegard - chant, basse (1997-2000)[5]
- Gmur - guitare (1997-2000)[5]
- Father Sergey - chant (2002-2004)[5]

## Discographie
- 1999 : Pesn' Velesa
- 2001 : Stary Byliny / Slavenskie Vecera
- 2002 : Pesni Mertvych - Zov T'my
- 2003 : Compassion to the Outcast, Hell to the Convicted'
- 2005 : Prichaschenie Ognem
- 2006 : God is Dead: Death is God
- 2007 : Philosophy of Self-Destruction
- 2008 : Real'naya Zhizn' - Zhizn' Zdes' I